# Турне мільйонера (фільм)
Турне мільйонера — американський художньо-біографічний фільм режисера Айнона Шампаньера. Прем'єра в Україні: 30 липня 2012. Слоган фільму: «Buckle up for the ride of your life.»

## Опис фільму
Фільм, Турне мільйонера в хорошій якості, починається з того, що головний герой фільму, комівояжер Грег Ньюман сідати в звичайне таксі і спочатку все йде нормально, але, невдовзі, водій збиває жінку і пропонує відвезти потерпілу Біллі разом з її хлопцем Каспером в лікарню. Але, як тільки вони сіли в таксі, то Грег відразу ж опинився в заручниках. Саме так починається турне мільйонера. Як виявилося, все це було добре продуманий план. Підступні бандити примушують Грега знімати день з численних карт біля кожного банкомату. Але, через деякий час, з'ясовується, що злочинцям потрібні не тільки гроші. Каспер і Біллі працюють на одного великого лиходія по кличці Римлянин, який і наказав зловити головного героя, бо той впевнений, що Грег насправді відомий злочинець Джуліус Джекс, який вкрав у нього велику суму грошей. Тепер, Римлянин жадає помсти, а Грег в свою чергу переконує викрадачів, що він ні в чому не винен.

## Актори
- Домінік Монаган
- Рік Гомез
- Брюс Девісон
- Джордан Белфі
- Агнес Брукнер
- Маріса Петроро
- Лаура С. Спенсер
- Дейв Веско